# Папин (район Гуменне)
Папин (словац. Papín) — село и одноимённая община в районе Гуменне Прешовского края Словакии. Расположенный в восточной части Словакии в Низких Бескид в долине Удавы.

## История
Впервые упоминается в 1451 году.
В селе есть римо-католический костел с 1756 году в стиле барокко, в 1846 году перестроен в стиле классицизма.

## Население
| Год:                | 1994 | 2004    | 2014    | 2024     |
| ------------------- | ---- | ------- | ------- | -------- |
| Количество человек: | 1110 | 1075    | 999     | 869      |
| Разница:            |      | −3,15 % | −7,06 % | −13,01 % |

Национальный состав населения (по данным последней переписи населения 2001 года):
- словаки — 97,38 %,
- русины — 0,72 %,
- украинцы — 0,27 %,
- цыгане — 0,09 %,
- чехи — 0,09 %.

Состав населения по принадлежности к религии состоянию на 2001 год:
- римо-католики — 90,86 %,
- греко-католики — 6,33 %,
- православные — 0,72 %,
- протестанты — 0,09 %,
- не считают себя верующими или не принадлежат к одной вышеупомянутой конфессии — 1,99 %.